# Brzeziny (zniesiona kolonia)
Brzeziny – zniesiona nazwa kolonii w Polsce, w województwie łódzkim, w powiecie wieruszowskim, w gminie Czastary.
W latach 1975–1998 miejscowość położona była w województwie kaliskim.
Po zniesieniu nazwy miejscowości teren włączono do Parcic jako ulicę Brzeziny.